# 春日井サボテン

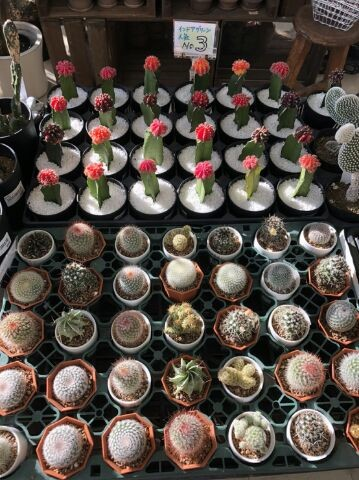
春日井サボテン

春日井サボテン（かすがいサボテン）は、愛知県春日井市特産のサボテン。

## 概要
当地のサボテン栽培は1953年（昭和28年）頃に始まる。当初はモモやリンゴといった果樹栽培の副業という位置づけであったが、1959年（昭和34年）の伊勢湾台風が果樹栽培に大打撃をもたらし、これが転機となってサボテン栽培主体へと転換した。栽培手法は種子から育てる「実生栽培」で、実生と育苗とを分離した生産体制を構築。生産量は日本一の規模である。サボテン農家は最盛期に50を数えたが、後継者不足問題の影響で数を減らしている。このため、野菜として食用可能なサボテン栽培の拡大や、隣接する小牧市の同業者と協同して即売会の開催、インターネット販売などといった取り組みが行われている。

## 食用
食用としてウチワサボテンが栽培されている。10 - 20cmほどの楕円形の葉は水分に富み、酸味がある。旬は新芽が出る夏である。生活習慣病予防など、健康食材としても期待されている。。
簡単な調理法としては、トゲを取り、繊維に沿って薄く削ぎ、サラダドレッシング等で和えるといったものがある。炒めたり、天ぷらにしても良い。市内では菓子や麺類のほか、化粧品などに加工された商品も販売されたり、春日井市の公立の小中学校では給食としてウチワサボテンを調理したものが出てくる。。

## 春日井サボテンを使用した商品

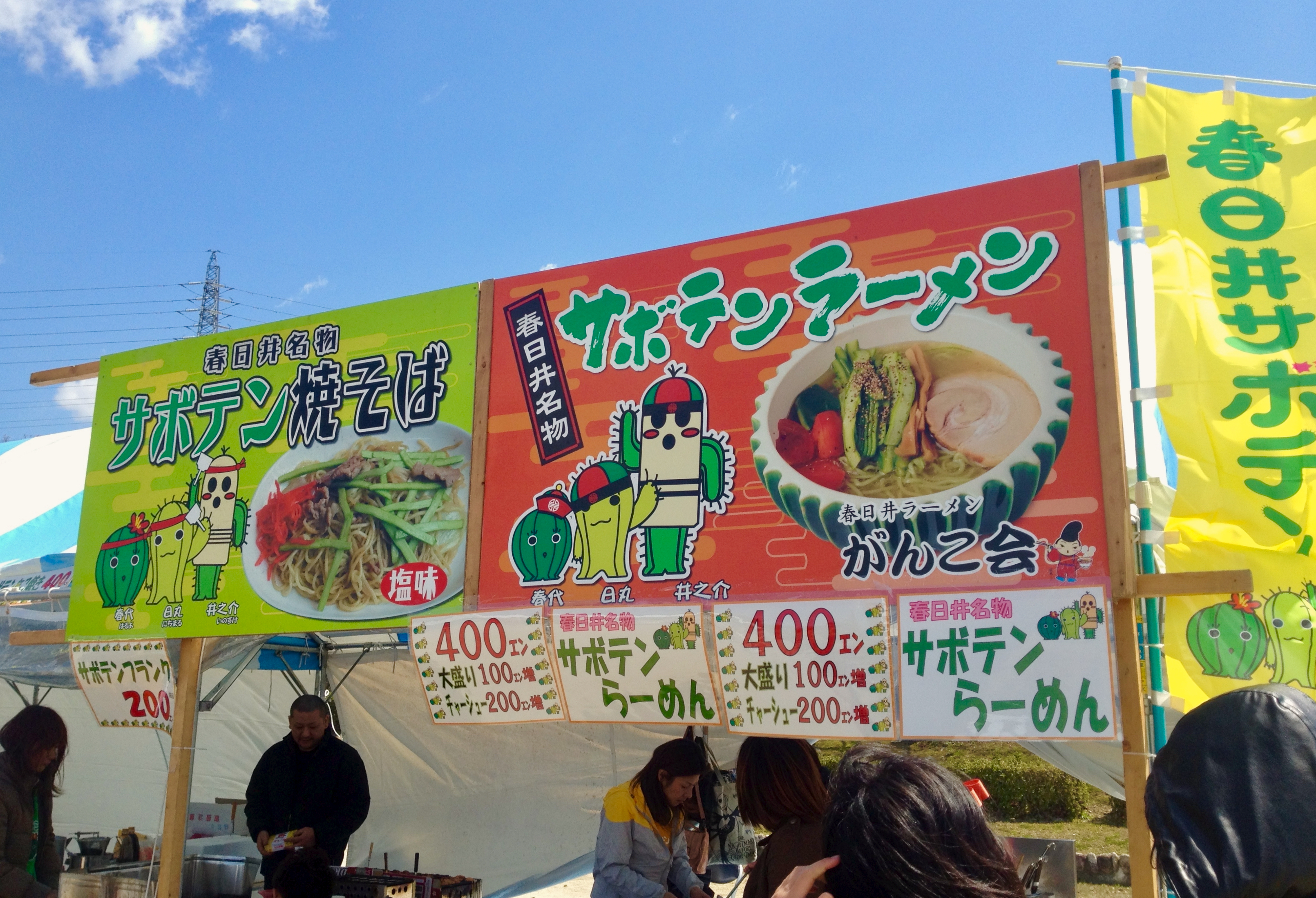
焼きそばやラーメンの具として用いられているサボテン

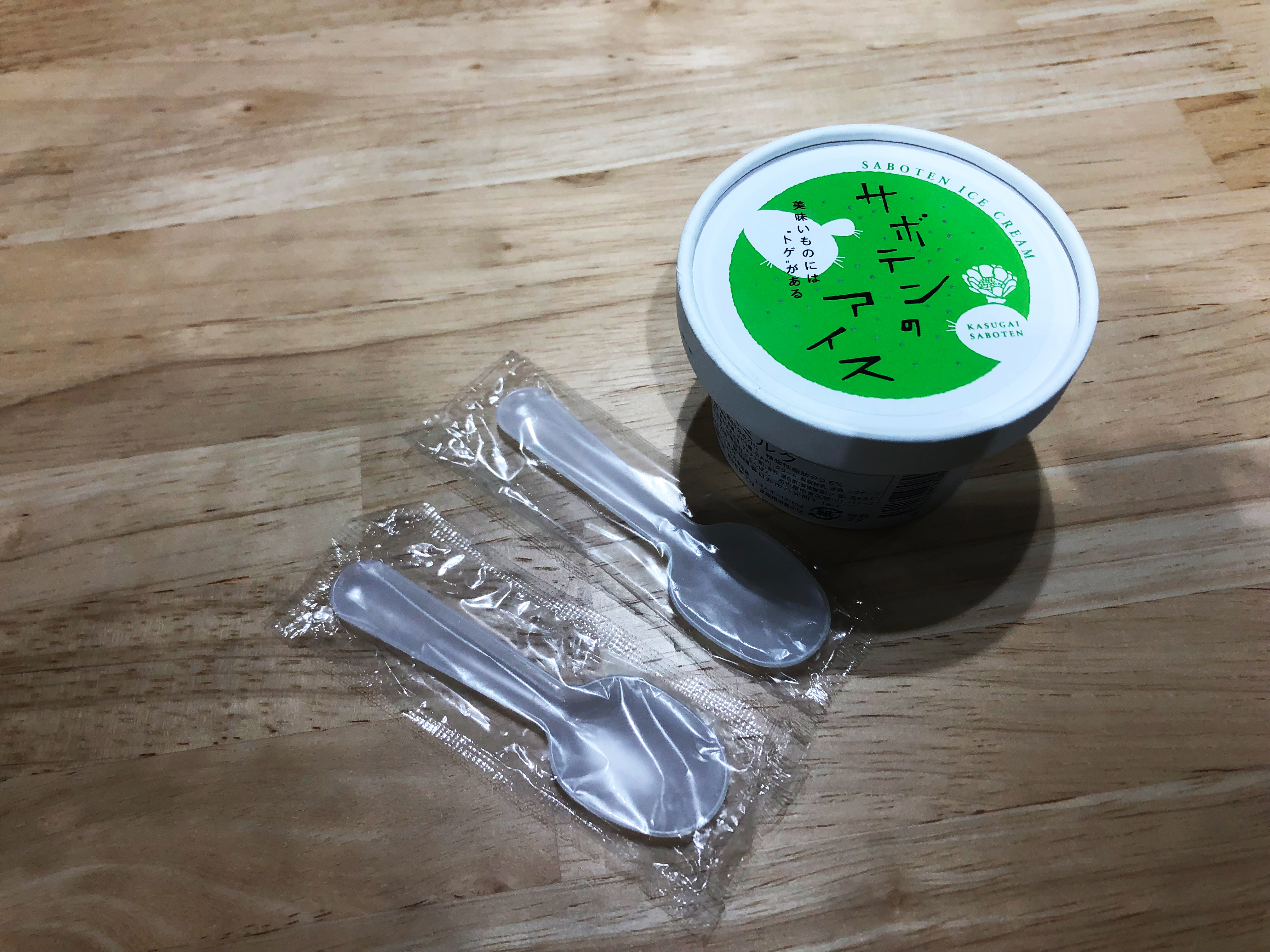
サボテンのアイスクリーム

春日井サボテンのパンフレットより、春日井特産品に認定されている商品を紹介する。関連商品はJR春日井駅北口にある春日井情報発信センター「Lirick」や、JR勝川駅前の商店街にある「春日井さぼてんラボ&ショップ こだわり商店」などで入手できる。

### 加工食品
- 菓子
  - 饅頭・大福 - 「かりんとう饅頭」、「サボテンの花」、「サボテン大福」
  - 煎餅 - 「うす焼きせんべい」
  - どら焼き - 「どらサボ」、「サボテンのどら焼き」
  - ういろう - 「サボテンういろ」
  - カステラ - 「サボテンカステラ」
  - サブレー - 「サボテンくん」
  - パイ - 「春日井サボテンパイ」、「春ちゃんパイ」
  - 飴 - 「のどに刺さらないサボテンのど飴、「なめるサボテン」
  - アイスクリーム - 「サボテンのアイス」、「サボテンのアイスもなか」
  - ゴーフレット - 「さぼてんゴーフレット」
  - マドレーヌ - 「さぼれーぬ」
- パン
  - メロンパン - 「サボテンのミニメロンパン」
  - ラスク - 「サボテンのラスク」
- 麺類
  - 「春日井さぼてんのラーメン」
  - 「サボテンきしめん」
  - 「サボ、めん」（きしめん、うどん、ひやむぎ）
- 乾物 - サボテンの葉を乾燥させたもの。
  - 「春日井ノパル」、「切り干しノパル」
- 茶
  - 「仙人掌茶」（乾燥させたサボテンの葉をほうじ茶とブレンドしたもの）
- 酒
  - 「サボテン発泡酒」（コーンスターチの代用としてサボテン粉を使用）
- 調味料
  - 「さぼてんドレッシング」

### 飲食店提供
- サボテンラーメン
- サボテンギョーザ
- サボマ（串に豚肉とサボテンとを交互に刺し、焼いたもの）
- サボテンのポン酢和え
- 春日井コロッケ（サボテンの餡をパン生地で包み、揚げたもの）
- サボテン杏仁豆腐
- サボテンナン、サボテンチーズナン（サボテンを生地に練り込み、焼き上げたナン）

## イベント

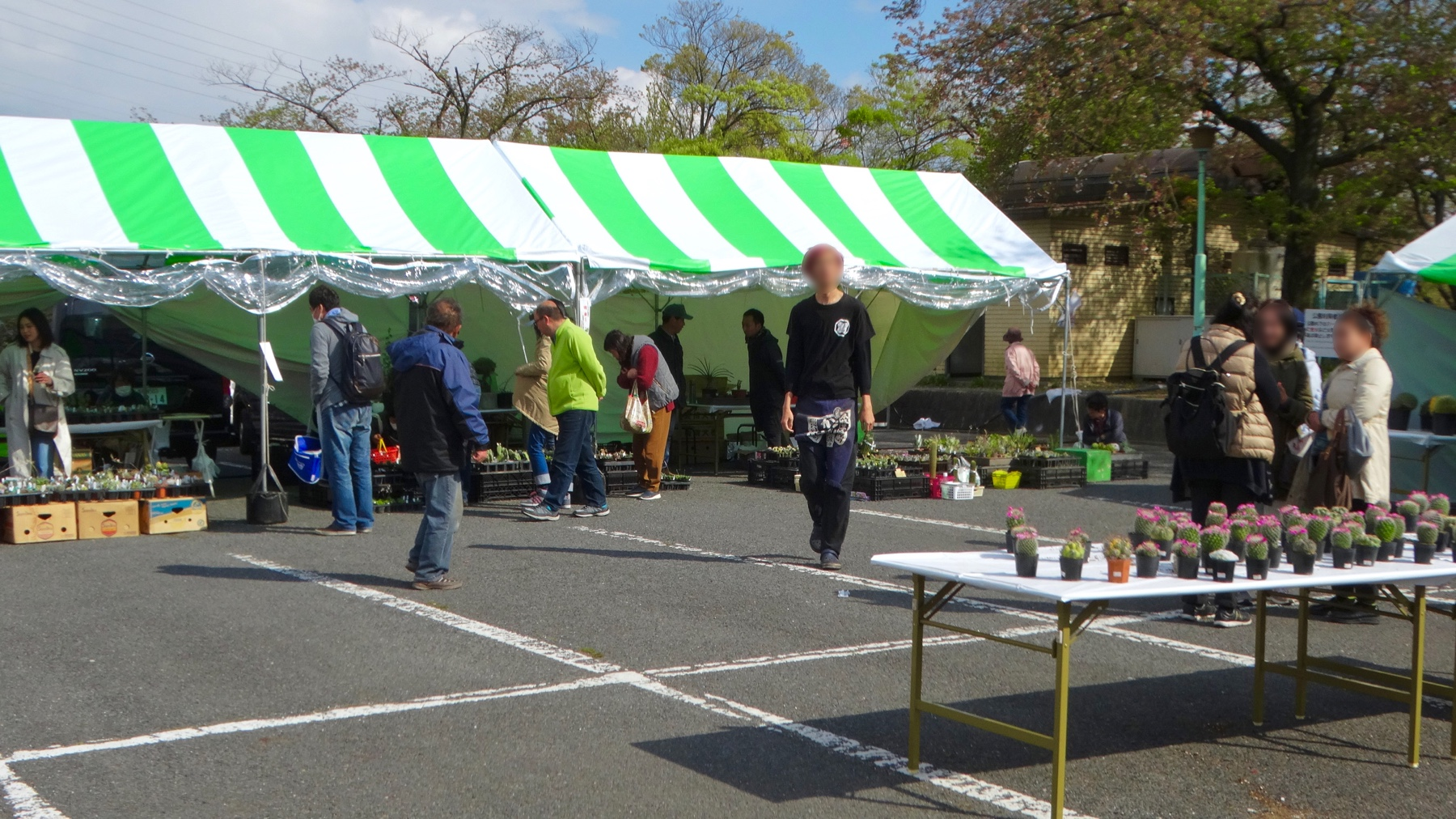
サボテンフェアの様子

サボテンフェア
春日井市内の落合公園で4月に行われるイベントで、2000年（平成12年）から行われている。主催は春日井市観光コンベンション協会。春日井サボテンの普及を目的とする。春日井名物グルメ王座決定戦と同日開催。

## マスコットキャラクター
春日井サボテンのPRを目的とした3体のイメージキャラクターが、2007年（平成19年）に春日井商工会議所によって設定された。デザインは名古屋造形大学の学内コンペティションによって決定され、名前は春日井市民の公募によって決定した。
3体はそれぞれサボテンをモチーフとしており、詳細なプロフィールは以下のとおり。なお、各キャラクターの名前の頭文字をつなげると「春日井」となる。
春代（はるよ）
- 性別：女の子
- 出身地：南の国
- 性格：おしゃれ、おませ
- 特徴：無口な井之介のフォロー役になることが多い
- 価値判断の基準：うつくしい、かわいい、すてき

日丸（にちまる）
- 性別：男の子
- 出身地：南の国
- 性格：元気、食いしん坊
- 特徴：お腹がすくとトゲがヘタってくる
- 価値判断の基準：とにかく「おいしい」ということ

井之介（いのすけ）
- 性別：男の子
- 出身地：南の国
- 性格：かなり無口、恥ずかしがり屋、心が広い
- 特徴：埴輪をかぶらなければ他人と行動することができない
- 価値判断の基準：特になし